# 杜蘭德山
46°02′01″N 7°39′02″E / 46.03375°N 7.650528°E

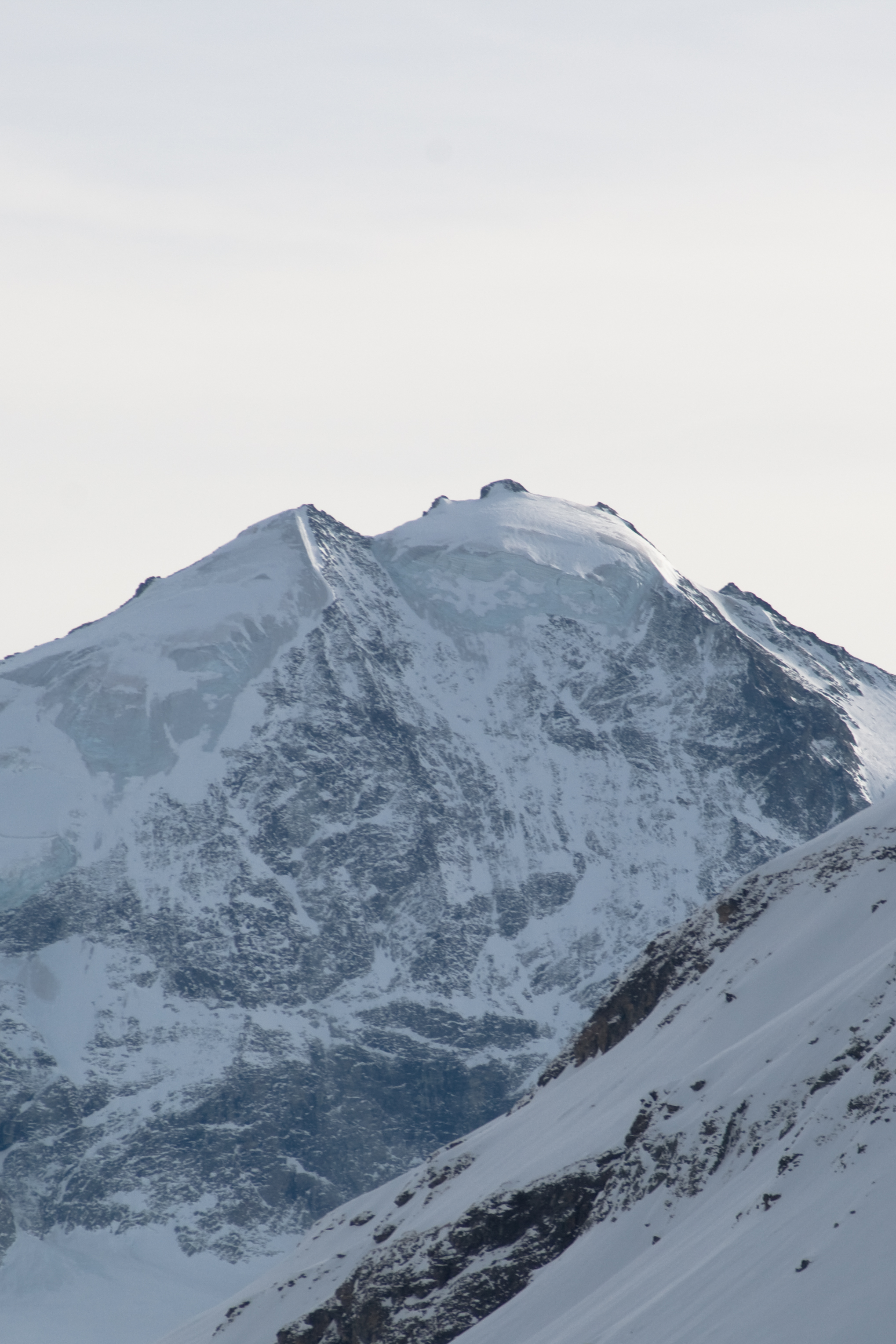

杜蘭德山（Mont Durand），是瑞士的山峰，位於該國西南部，由瓦萊州負責管轄，屬於本寧阿爾卑斯山脈的一部分，距離上加貝霍恩山1公里，海拔高度3,713米。